# Helmut Jenkis
Helmut Walter Jenkis (* 22. November 1927 in Petrellen, Landkreis Heydekrug, Memelland, Litauen; † 13. Januar 2016) war ein deutscher Wirtschaftswissenschaftler.

## Leben
Helmut Jenkis, Sohn von Marin Jenkis, studierte nach einer Lehre bei der Stadtverwaltung im holsteinischen Barmstedt ab 1948 Wirtschafts- und Sozialwissenschaften in Hamburg, Brügge, Luxemburg, Bonn und Freiburg. In Freiburg im Breisgau wurde er mit der Arbeit Die Neutralisierung von Zahlungsbilanzüberschüssen : Eine theoret.empir. Untersuchung zur dt. Währungspolitik von 1950-1960 zum Dr. rer.pol. promoviert. Er war Absolvent des ersten Jahrgangs der 1948 gegründeten Akademie für Gemeinwirtschaft, der späteren Hamburger Universität für Wirtschaft und Politik.
Er war zunächst Revisionsassistent beim Verband norddeutscher Wohnungsunternehmen, später Verbandsdirektor und Vorstand des Verbandes der Wohnungswirtschaft in Niedersachsen und Bremen mit Sitz in Hannover. Er war des Weiteren langjähriges Mitglied des Verbandsausschusses des Gesamtverbandes gemeinnütziger Wohnungsunternehmen. Zudem war zwischen 1973 und 1983 als UN-Beamter und UN-Wohnungsbauberater in 19 europäischen und außereuropäischen Ländern wie Zypern, Islan, Iran und Oman engagiert.
Seit seiner Ernennung am 29. März 1975 war er Honorarprofessor für Volkswirtschaftslehre mit dem Spezialgebiet Wohnungswirtschaft im Fachbereich Raumplanung der Universität Dortmund. Er hatte Gastprofessuren in Münster, Leipzig und Brisbane (Australien) inne. Im Auftrag des Goethe-Instituts lehrte er in Australien, in der Türkei und in Nordirland.
Jenkis hat mehr als 17 Bücher, 230 Aufsätze, 12 Rezensionen veröffentlicht. Er war Herausgeber von vier Sammelwerken (Stand 1997). Insbesondere beschäftigten ihn Themen der DDR-Planwirtschaft und deren Untergang in den letzten Jahren.
Er war seit 1960 verheiratet mit Sonnhilt geborene Preußger (Preussger).

## Ehrungen und Auszeichnungen
- Bundesverdienstkreuz 1. Klasse (1988)
- Ehrendoktorwürde der Universität Leipzig (1997)
- Universitätsmedaille der Universität Dortmund (2000)

## Schriften

### Bücher (Auswahl)
- Konzentration in der unternehmerischen Wohnungswirtschaft, Münster 1970
- Grösse und Grössenstruktur gemeinnütziger Wohnungsunternehmen, Domus-Verlag, Bonn 1970, ISBN 3-87169-183-6
- Die Wohnungsbaugenossenschaften in der Konkurrenzsituation, Hammonia-Verlag, Hamburg 1970
- Ursprung und Entwicklung der gemeinnützigen Wohnungswirtschaft, Domus-Verlag, Bonn 1973, ISBN 3-87169-210-7
- Wohnungsbedarfsprognosen, Fehlprognosen? Richardi, Frankfurt am Main 1977
- Die gemeinnützige Wohnungswirtschaft zwischen Kritik und Reformvorschlägen, Richardi, Frankfurt am Main 1983, ISBN 3-921722-01-2
- Die gemeinnützige Wohnungswirtschaft zwischen Markt und Sozialbindung, Duncker und Humblot, 1985, ISBN 3-428-05759-7 (Mehrteiliges Werk)
- Die Steuerbefreiung der gemeinnützigen Wohnungsunternehmen im Widerstreit der Interessen, Domus-Verlag, Bonn 1987, ISBN 3-87169-330-8
- (Hrsg.) Kommentar zum Wohnungsgemeinnützigkeitsrecht : mit der WGG-Aufhebungsgesetzgebung, Hammonia-Verlag, Hamburg 1988, ISBN 3-87292-012-X
- Die Wirtschaftsprüfer im Konflikt zwischen Prüfung und Beratung : Ursprung, Entwicklung, Probleme, Duncker u. Humblot, 1989, ISBN 3-428-06599-9
- Sozialutopien - barbarische Glücksverheissungen? : Zur Geistesgeschichte der Idee von der vollkommenen Gesellschaft, Duncker und Humblot, 1992, ISBN 3-428-07420-3
- Die Folgen früherer Enteignungen von Grundbesitz in der ehemaligen DDR, Dt. Verl.-Anstalt, Stuttgart 1993, ISBN 3-421-03202-5
- (Hrsg.) Kompendium der Wohnungswirtschaft, Oldenbourg 1994 (2. Auflage), ISBN 3-486-22962-1
- Föderalismus in Deutschland. Mit Tab., Abb. (Schriftenreihe der Gesellschaft für Deutschlandforschung; GDF 79), Duncker & Humblot, 2001, ISBN 3428103432, zusammen mit Karl Eckart
- Der Freikauf von DDR-Häftlingen.: Der deutsch-deutsche Menschenhandel. Duncker & Humblot, 2012, ISBN 342813866X

### Aufsätze (Auswahl)
- Der „Führerbrief“ des Pfarrers Dr. Wilhelm Gaigalat, Eine Ergänzung des Psychogramms, 2001 (PDF)
- Der Neumann-Sass-Kriegsgerichtsprozess in Kaunas 1934/1935. Aus deutscher Sicht. In: Annaberger Annalen. 17, 2009, S. 53–104
- Dr. Dionizas Monstavičius. Staatsanwalt im Kriegsgerichtsprozess 1934/1935 in Kaunas. In: Annaberger Annalen. 18, 2010, S. 179–220
- Stand die DDR vor dem Staatsbankrott? In: Heiner Timmermann (Hrsg.): Die DDR zwischen Mauerbau und Mauerfall, LIT 2012 (2. Auflage), S. 93 ff., ISBN 382586751X
- Die Amnestievereinbarung zwischen Deutschland und Litauen von 1939 und die memelländischen KZ-Insassen. In: Annaberger Annalen. 23, 2015, S. 72–85